# 11i busz (Eger)
Az egri 11i jelzésű autóbusz az Autóbusz-állomás és Felnémet, Béke út között közlekedett tanítási napokon reggel, kizárólag egy irányban. A viszonylatot a Volánbusz üzemeltette.

## Története
2022. január 1-jén a város buszhálózata jelentősen átalakult, ennek keretében a 11i viszonylat megszűnt.

## Útvonala
| Felnémet, Béke út felé |
| --- |
| Autóbusz-állomás vá. – Barkóczy utca – Csiky Sándor utca – Széchenyi István utca – Ráckapu tér – II. Rákóczi Ferenc utca – Egri utca – Kovács Jakab utca – Felvégi utca – Pásztorvölgy utca – Béke utca – Felnémet, Béke út vá. |

## Megállóhelyei
Az átszállási kapcsolatok között az azonos útvonalon közlekedő 8-as, 11-es és 14-es busz nincs feltüntetve.
| 0  | Autóbusz-állomás induló végállomás  |                                          |
| 5  | Shell kút                           | 10, 12, 12Y, 13, 14A, 17 Helyközi buszok |
| 12 | Pásztorvölgy lakótelep              |                                          |
| 13 | Felnémet, Béke út érkező végállomás |                                          |